# Soers
Soers is een plaats en wijk in de Duitse stad Aken, deelstaat Noordrijn-Westfalen. Soers ligt in twee stadsdelen: het zuidelijke, meer stedelijke deel in Aachen-Mitte en het noordelijke, meer landelijke deel in Laurensberg. Met name dat laatste deel is een nat gebied dat door meerdere beken ontwaterd wordt. Aan de noordzijde verlaat de Worm als enige afvloeiende rivier het Akense bekken. Zie de lijst van Akense beken.
Een belangrijk trekpleister in het noordelijk deel is Sportpark Soers, een locatie met diverse sport-, evenementen- en overige faciliteiten, waaronder Tivoli, het CHIO Reitstadion, het Deutsche Bank Stadion, de Albert-Vahle-Halle en de Eissporthalle (Ice Rink). Is gemakkelijk bereikbaar via de Duitse autosnelweg A4 en B57.

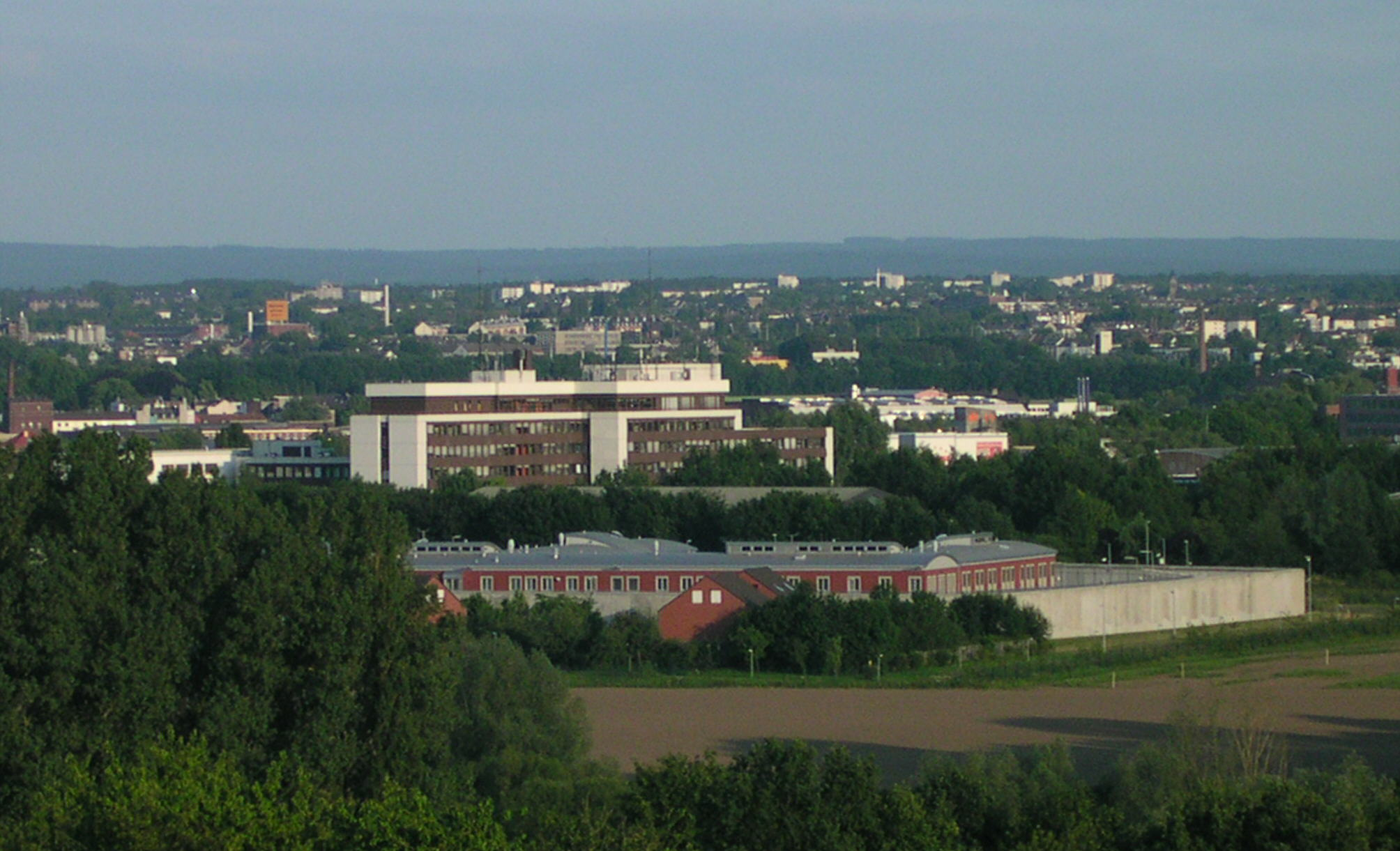
Hoofdbureau van politie en gevangenis
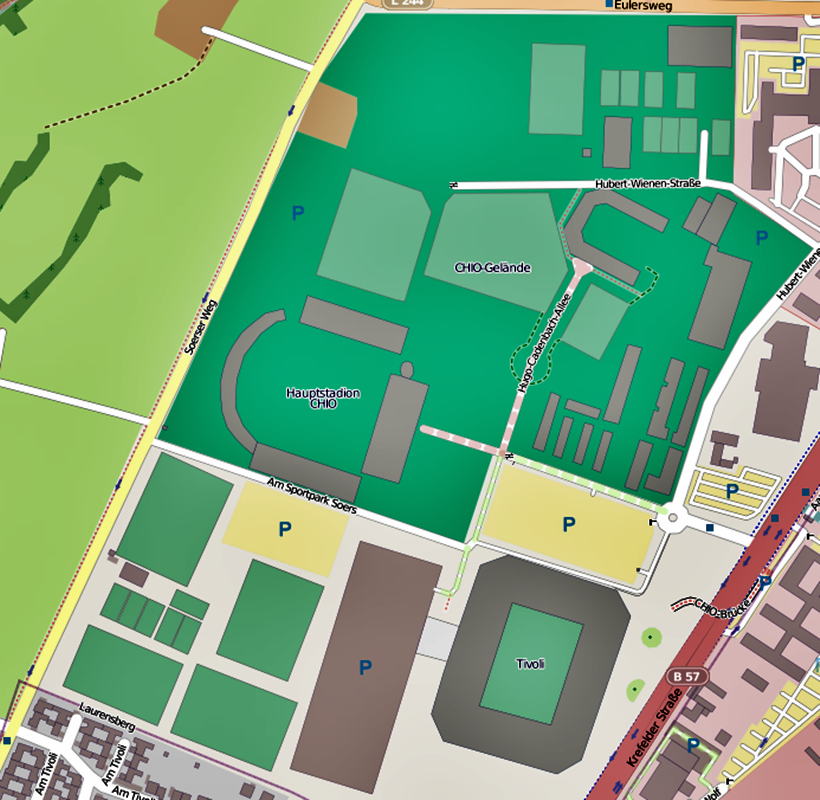
Sportpark Soers
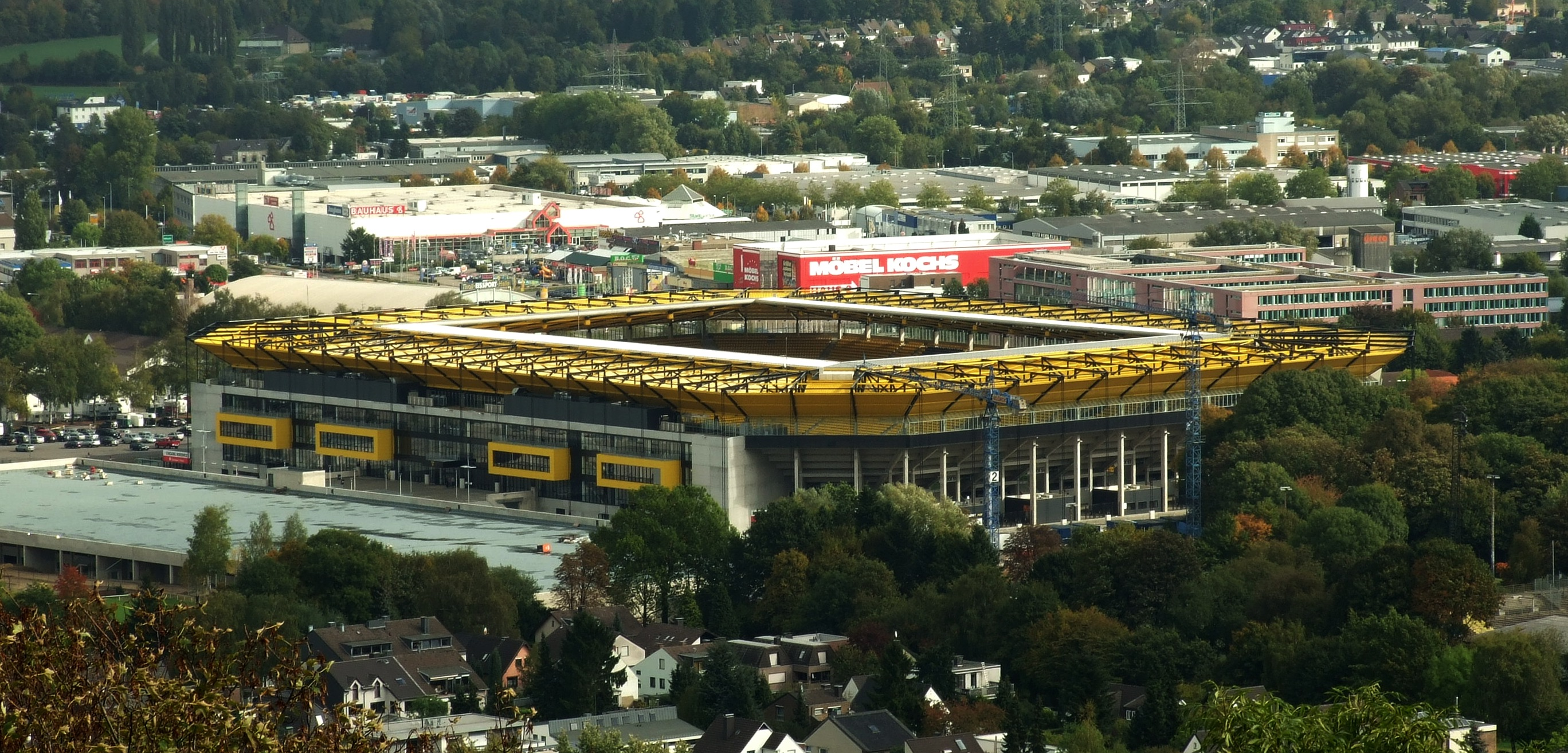
Tivoli
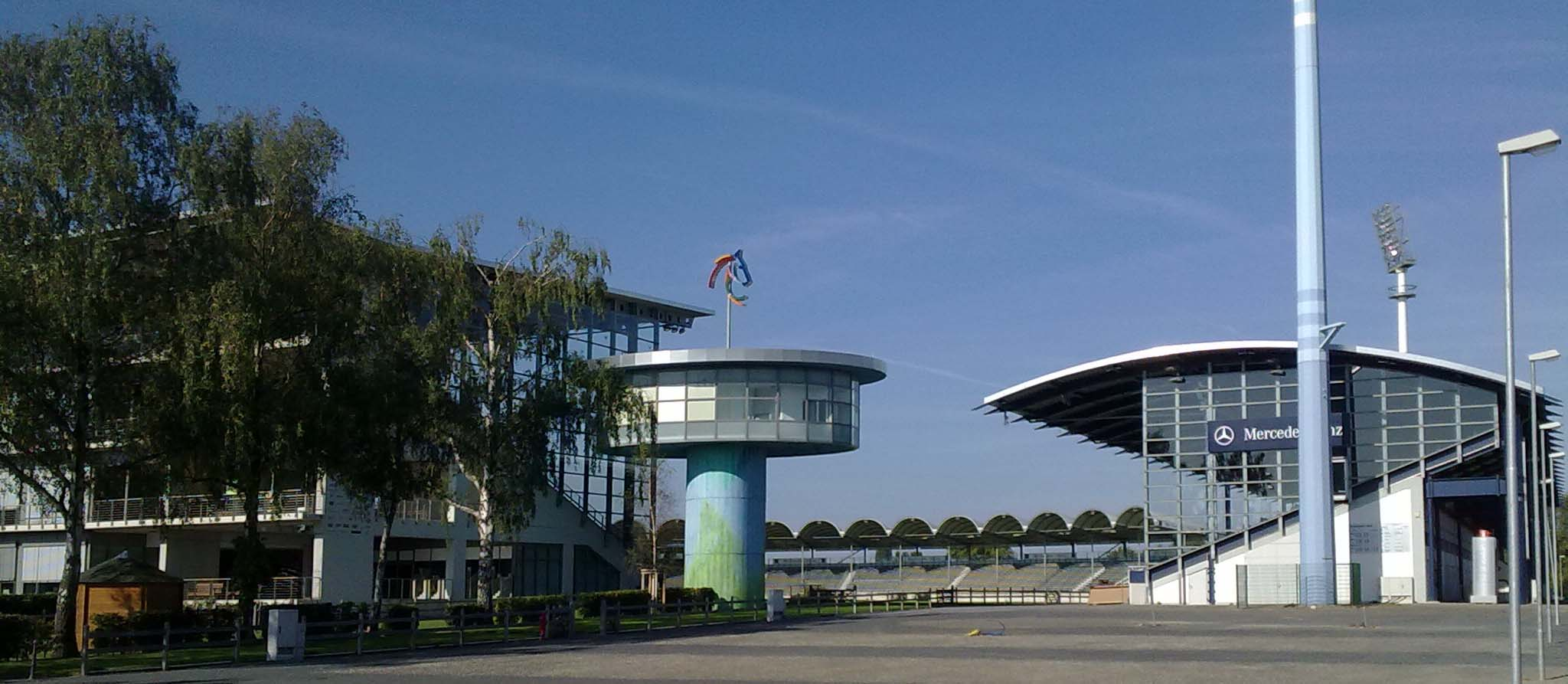
het Reitstadion
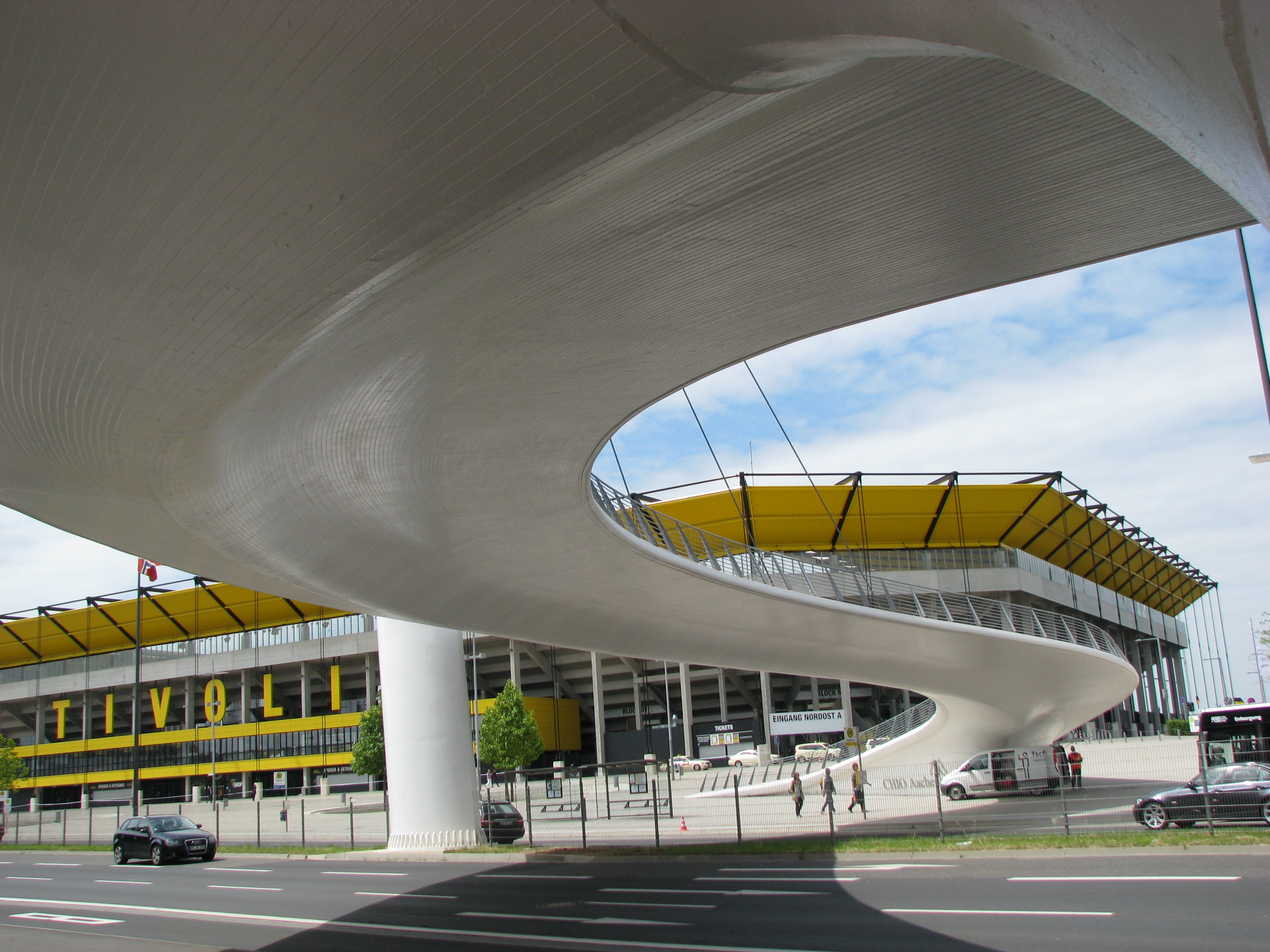
CHIO-voetgangersbrug
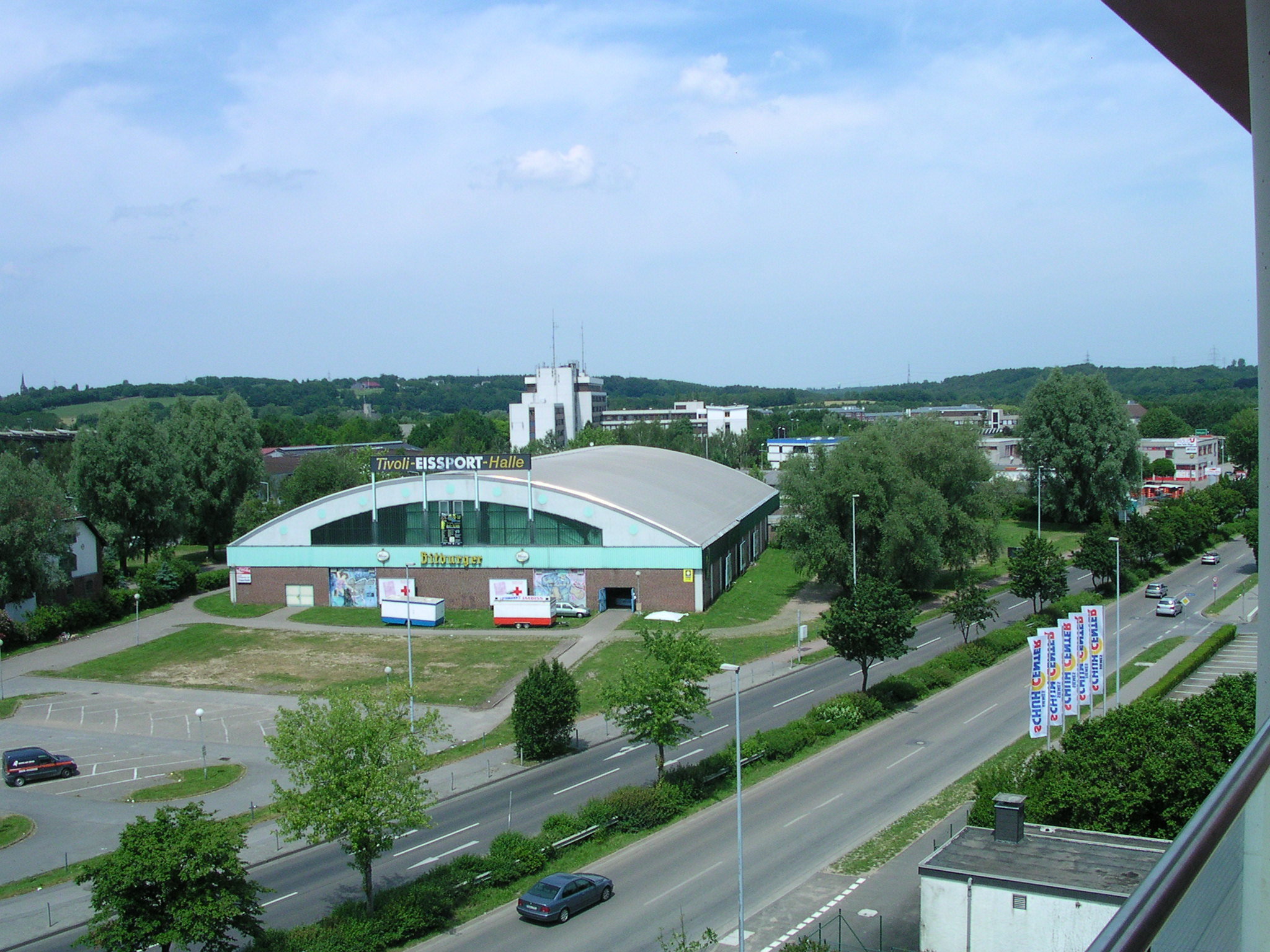
Eissporthalle (Ice Rink)